# Cyfrowa Piosenka Roku
Cyfrowa Piosenka Roku – wyróżnienie przyznawane od 2010 roku przez Związek Producentów Audio Video (ZPAV) najlepiej sprzedającym się piosenkom w formacie digital download w Polsce. Kryterium branym pod uwagę w tworzeniu klasyfikacji jest wartość sprzedaży pobrań cyfrowych pojedynczych utworów w danym roku kalendarzowym.
Wyróżnienie przyznawane jest w dwóch kategoriach: Piosenka Polska oraz Piosenka Zagraniczna.
W latach 2014–2015 w kategorii Piosenka Polska nagradzano 3 miejsca.

## Cyfrowa Piosenka Roku 2009
Pierwsze wyróżnienia Cyfrowej Piosenki Roku, za 2009 rok, zostały przyznane podczas rozdania nagród Fryderyki w kwietniu 2010 roku.
Piosenka Polska:
1. Agnieszka Chylińska – „Nie mogę Cię zapomnieć”

Piosenka Zagraniczna:
1. Britney Spears – „Womanizer”

## Cyfrowa Piosenka Roku 2010
W maju 2011 roku podczas gali Fryderyki po raz drugi przyznano wyróżnienia Cyfrowej Piosenki Roku, za 2010 rok.
Piosenka Polska:
1. Alicja Boratyn – „Nie pytaj mnie”

Piosenka Zagraniczna:
1. Shakira – „Waka Waka (This Time for Africa)”

## Cyfrowa Piosenka Roku 2011
Trzecie wyróżnienia Cyfrowej Piosenki Roku (za 2011 rok) zostały przyznane podczas festiwalu TOPtrendy 2012.
Piosenka Polska:
1. Blue Café – „Buena”

Piosenka Zagraniczna:
1. Yolanda Be Cool & DCUP – „We No Speak Americano”

## Cyfrowa Piosenka Roku 2012
Przyznanie wyróżnień Cyfrowej Piosenki Roku za 2012 rok odbyło się podczas rozdania nagród Fryderyki w kwietniu 2013 roku.
Piosenka Polska:
1. Rafał Brzozowski – „Tak blisko”

Piosenka Zagraniczna:
1. Michel Teló – „Ai se eu te pego!”

## Cyfrowa Piosenka Roku 2013
Wręczenie wyróżnień Cyfrowej Piosenki Roku za 2013 rok odbyło się podczas festiwalu TOPtrendy 2014 w maju 2014 roku. Po raz pierwszy w kategorii Piosenka Polska wyróżniono 3 miejsca.
Piosenka Polska:
1. Rafał Brzozowski – „Tak blisko”
2. Ewelina Lisowska – „W stronę słońca”
3. Margaret – „Thank You Very Much”

Piosenka Zagraniczna:
1. Gotye feat. Kimbra – „Somebody That I Used to Know”

## Cyfrowa Piosenka Roku 2014
Wyróżnienia Cyfrowej Piosenki Roku za 2014 rok przyznano na festiwalu Polsat SuperHit Festiwal w maju 2015 roku.
Piosenka Polska:
1. Donatan i Cleo – „My Słowianie”
2. Piersi – „Bałkanica”
3. Donatan i Cleo feat. Enej – „Brać”

Piosenka Zagraniczna:
1. Pitbull feat. Ke$ha – „Timber”

## Cyfrowa Piosenka Roku 2015
Wyróżnienia Cyfrowej Piosenki Roku (za 2015 rok) zostały przyznane podczas festiwalu Polsat SuperHit Festiwal pod koniec maja 2016 roku.
Piosenka Polska:
1. Sarsa – „Naucz mnie”

Piosenka Zagraniczna:
1. Ellie Goulding – „Love Me Like You Do”

## Cyfrowa Piosenka Roku 2016
Przyznanie wyróżnień Cyfrowej Piosenki Roku za 2016 rok odbyło się podczas festiwalu Polsat SuperHit Festiwal pod koniec maja 2017 roku.
Piosenka Polska:
1. Cleo – „Zabiorę nas”

Piosenka Zagraniczna:
1. Sia – „Chandelier”